# Asteroxylon
Asteroxylon ('stervormig xyleem') is een geslacht van uitgestorven vaatplanten van de stam Lycopodiophyta. Het waren landplanten. Fossielen uit het Onder Devoon zijn gevonden in de Rhynie Chert en Windyfield Chert in Aberdeenshire, Schotland. Asteroxylon wordt beschouwd als de meest basale vertegenwoordiger van de Lycopsida.

## Beschrijving
De plant had vertakte stengels (telomen) met twaalf millimeter brede en veertig centimeter lange takken. De stengel ontsproot uit een bladloos rizoom met wortelachtige vertakkingen. De rizomen zaten tot twintig centimeter in de grond. Het xyleem zit stervormig in het midden van de stengel en wordt beschouwd als een vroege actinostele of een 'Asteroxylon-type' protostele. Tussen het stervormige xyleem zit het floëem. De tracheïden zijn van het primitieve ring- of spiraalvormige type (zogenaamd G-type). 'Bladeren', geen echte bladeren omdat ze geen vaatbundels hebben, waren onvertakte, smalle, tot vijf millimeter lange enaties (uitgroeiingen van de epidermis van de stengel). Vanaf het centrale xyleem lopen vertakkingen naar de basis van de enaties. Enaties en stengels droegen huidmondjes. Wat duidt op fotosynthese bij deze planten.
De 7 x 2,5 millimeter grote sporangia zijn niervormig en zitten met een steel in de oksels van de enaties.
In doorsneden onder de epidermis van enatiën en rizomen van Asteroxylon mackiei werd de schimmel Paleopyrenomycites devonicus gevonden. De schimmel vormde sporenzakjes, ascosporen en peritheciën.

## Soorten
- Asteroxylon mackiei
- Asteroxylon elberfeldense